# Dwór w Radochowie
Dwór w Radochowie – zabytkowy dwór  w Radochowie – wsi w Polsce, w województwie dolnośląskim, w powiecie kłodzkim, w gminie Lądek-Zdrój
Obiekt wzniesiony na przełomie XVI i XVII w., był przebudowany w XVIII i XX w. Remontowany w latach 1964–1965 i 1977–1978, obecnie jest własnością prywatną.
Do wojewódzkiego rejestru zabytków wpisany jest zespół dworski, w którym zabytkami są: dwór, nr rejestru 182/754 z 27.09.1960 oraz park, numer rejestru 190/674/WŁ z 4.10.1977.

## Historia
Renesansowy dwór w Radochowie wzniesiony został na przełomie XVI i XVII wieku jako własność rodziny Pannwitzów, potem należał do Haugwitzów. W 1634 właścicielem był płk Neuhaus (Nayhauß); w 1765 hrabia Neuhauss; w 1787 hr. Ignatz von Neyhaus. Przebudowano go w końcu XVIII i na początku XX wieku. W 1945 roku budynek został zniszczony i w kolejnych latach niszczał. W latach 1964–1965 rozpoczęto prace remontowe, w trakcie których wykonano nowe stropy i więźbę dachową, dach pokryto gontem. W latach 1977–1978 rozpoczęto prace adaptacyjne na ośrodek wczasowy, jednak nie zostały one dokończone. Kilka lat później próbowano bez powodzenia urządzić we dworze dom wycieczkowy PTTK. Obecnie obiekt jest własnością prywatną.

## Architektura
Dwór jest dwuskrzydłowym założeniem, nakrytym równoległymi dachami z bogato zdobionym szczytem wolutowym. Mocno zniszczony dwór jest kryty gontem. Zachowały się sklepienia kolebkowe w parterze, portal renesansowy i kamienne opaski okienne. Na elewacji zachowały się pozostałości dekoracji sgraffitowej. Obok znajduje się baszta, zabudowania gospodarcze i budynek mieszkalny dla służby. Pozostałości malowniczego parku otoczone są resztkami kamiennego muru z bramą. Po drugiej stronie rzeki stoi figura św. Jana Nepomucena z 1732 na gruszkowatym cokole opatrzonym herbem fundatora – hrabiego de Neynaus – i chronostychem. Rzeka w tym miejscu zmieniła koryto w czasie powodzi 1997 i pozostawiła prowadzącą donikąd metalową kładkę nad starym korytem.

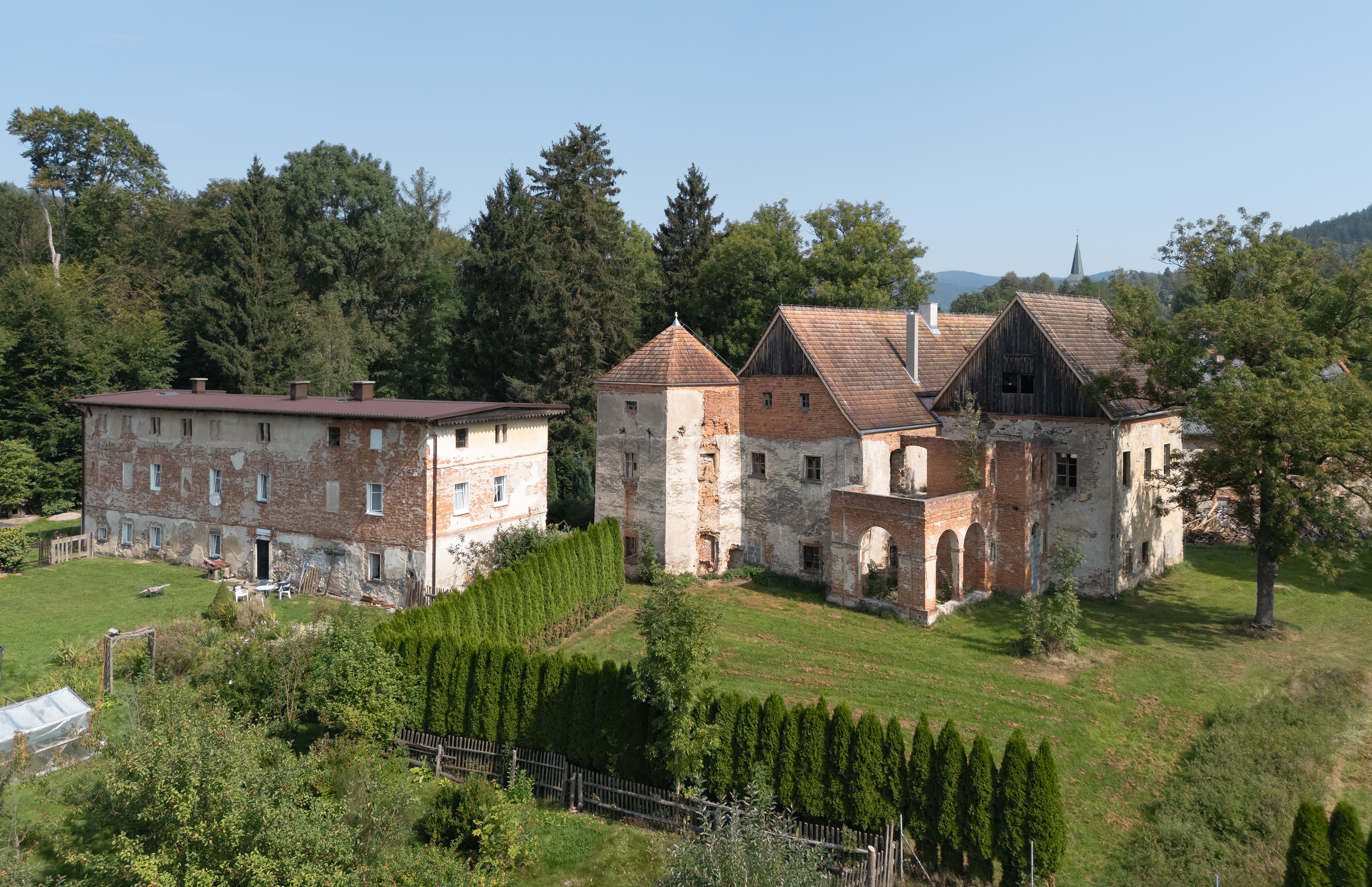
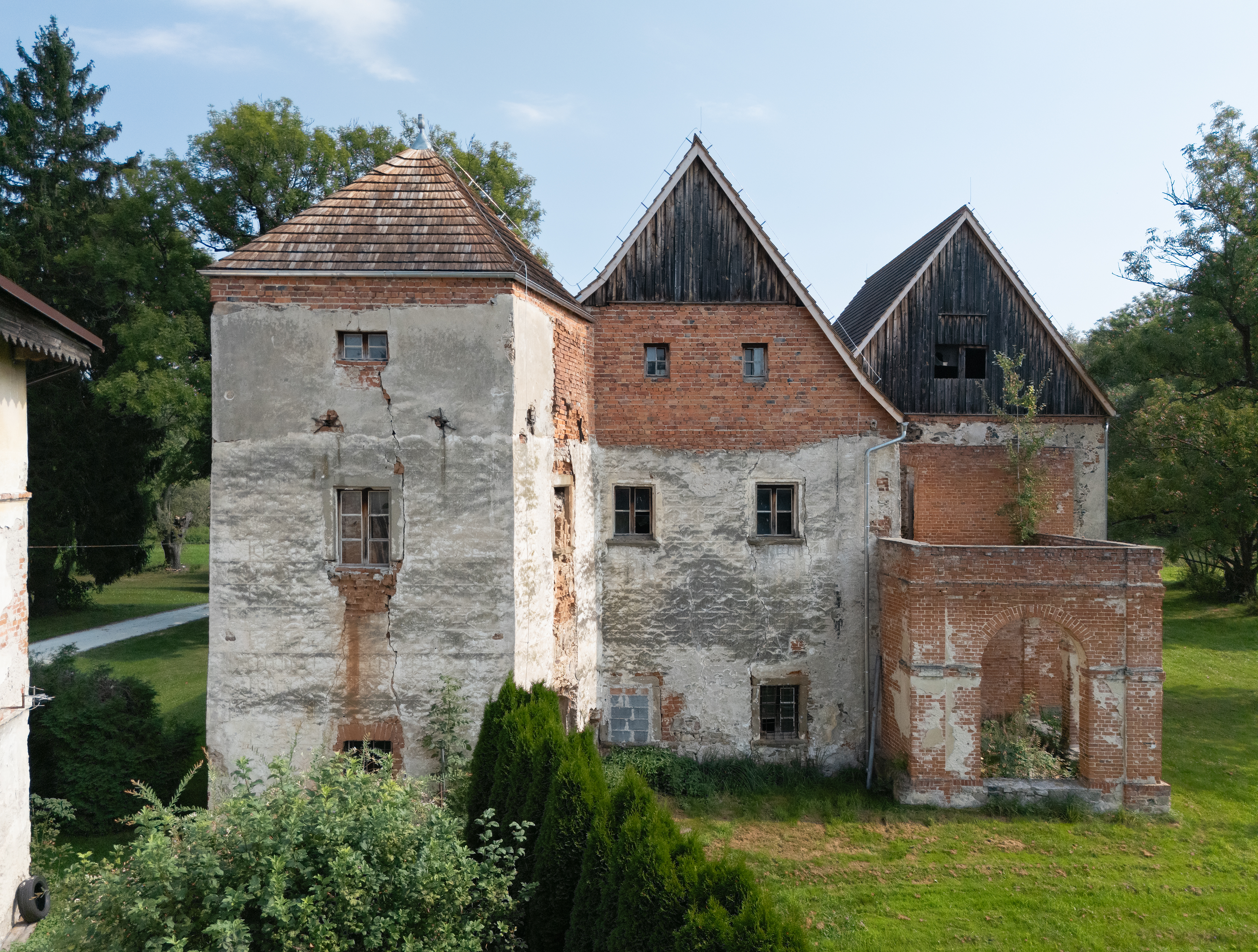
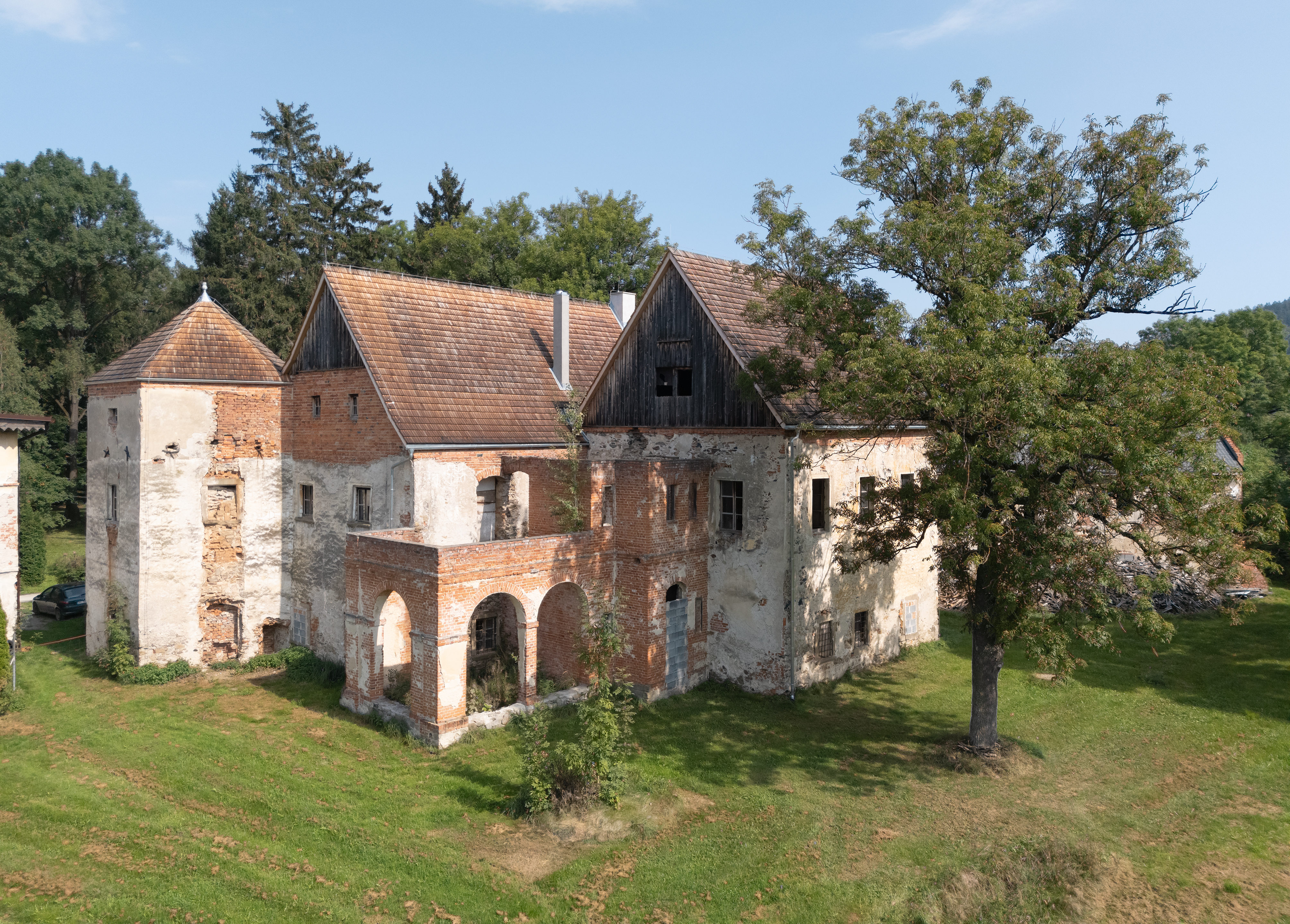
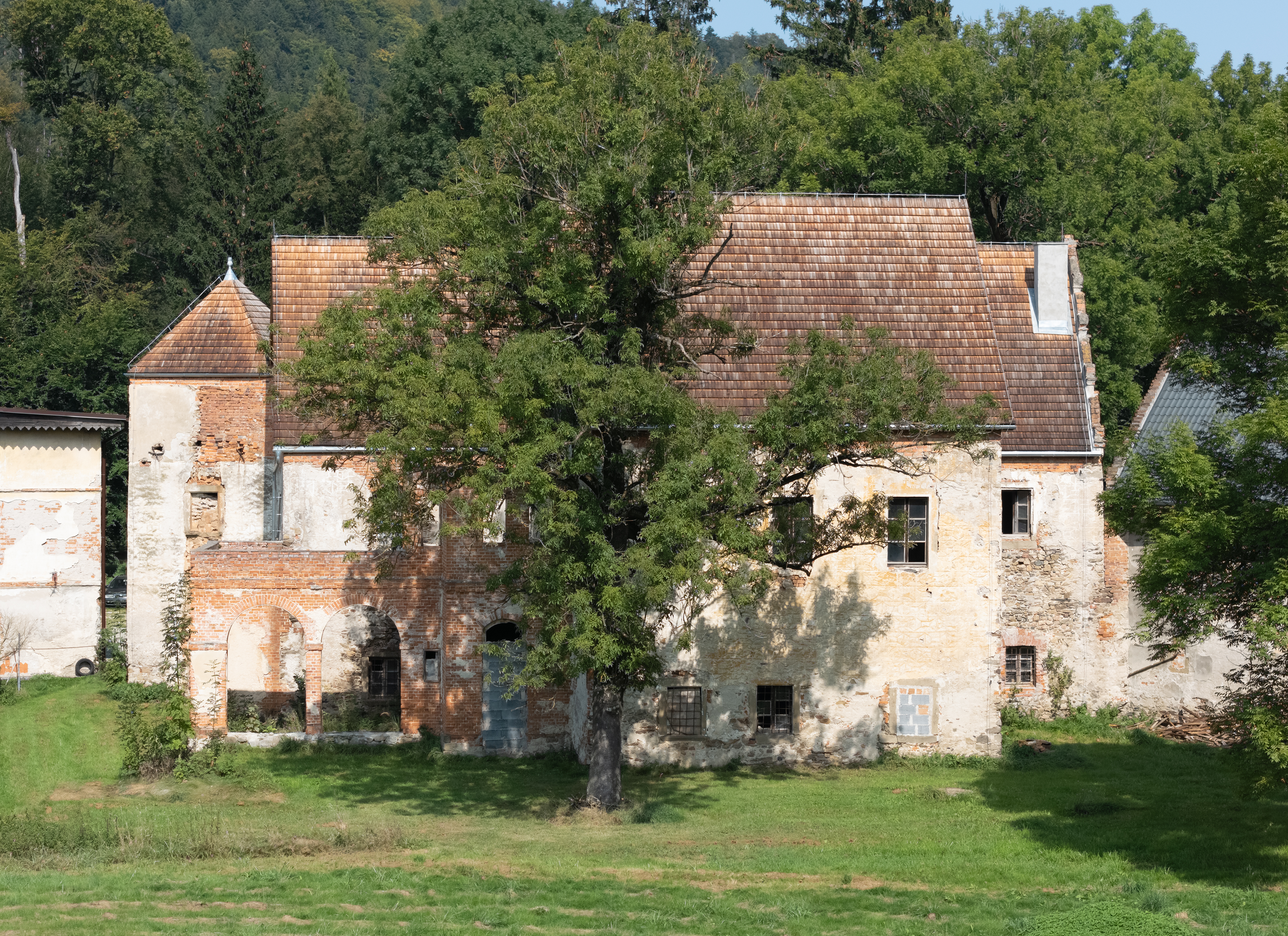
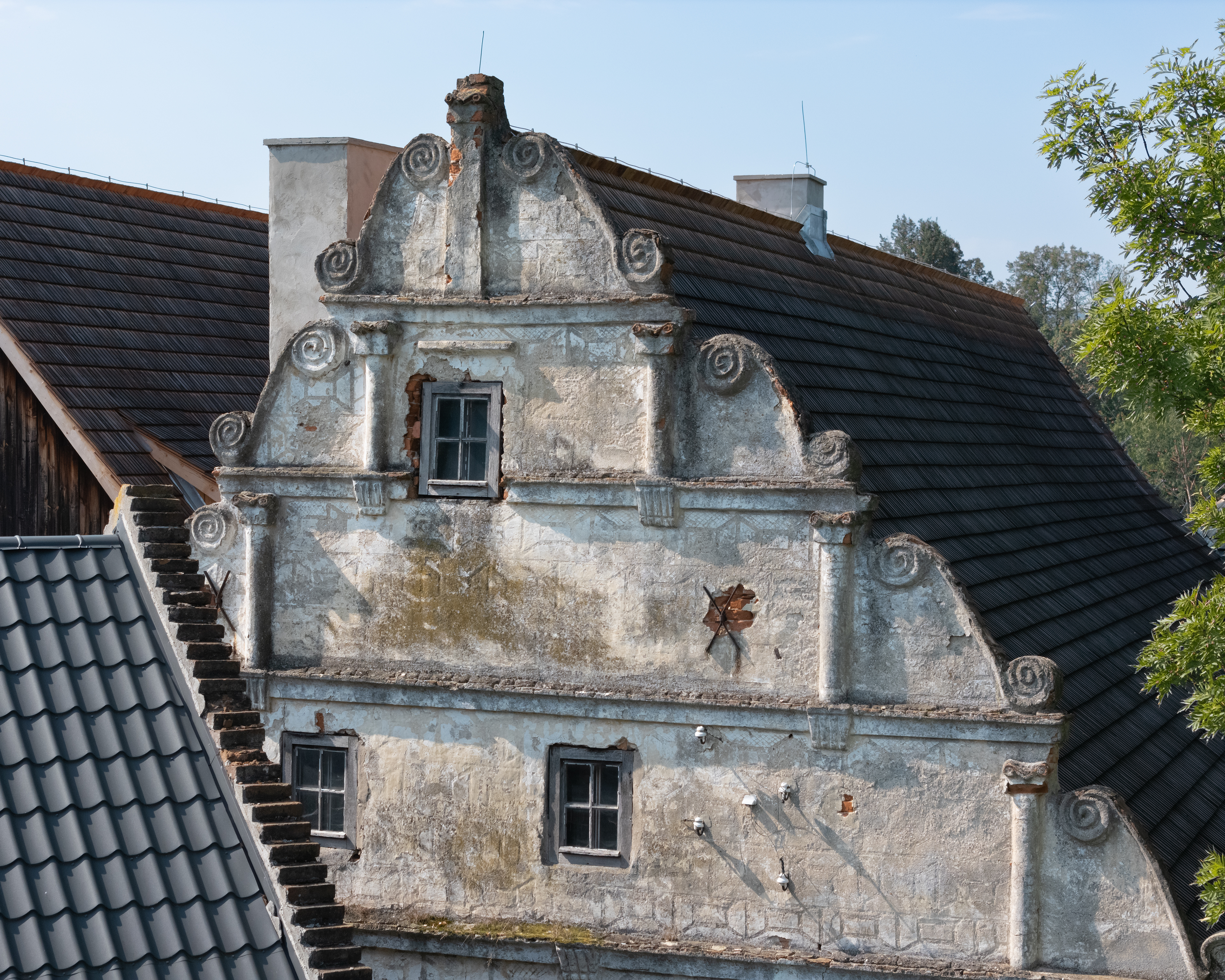
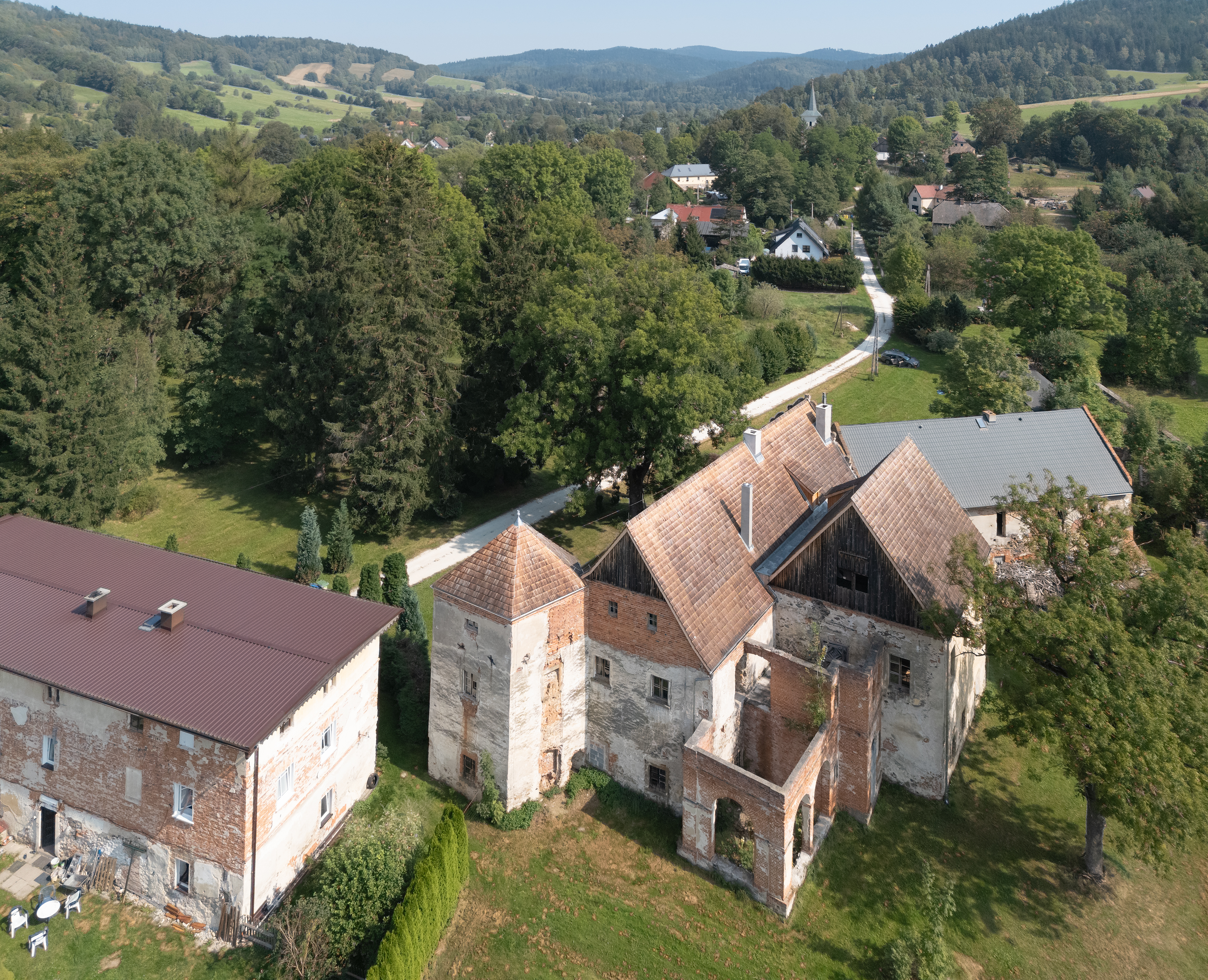
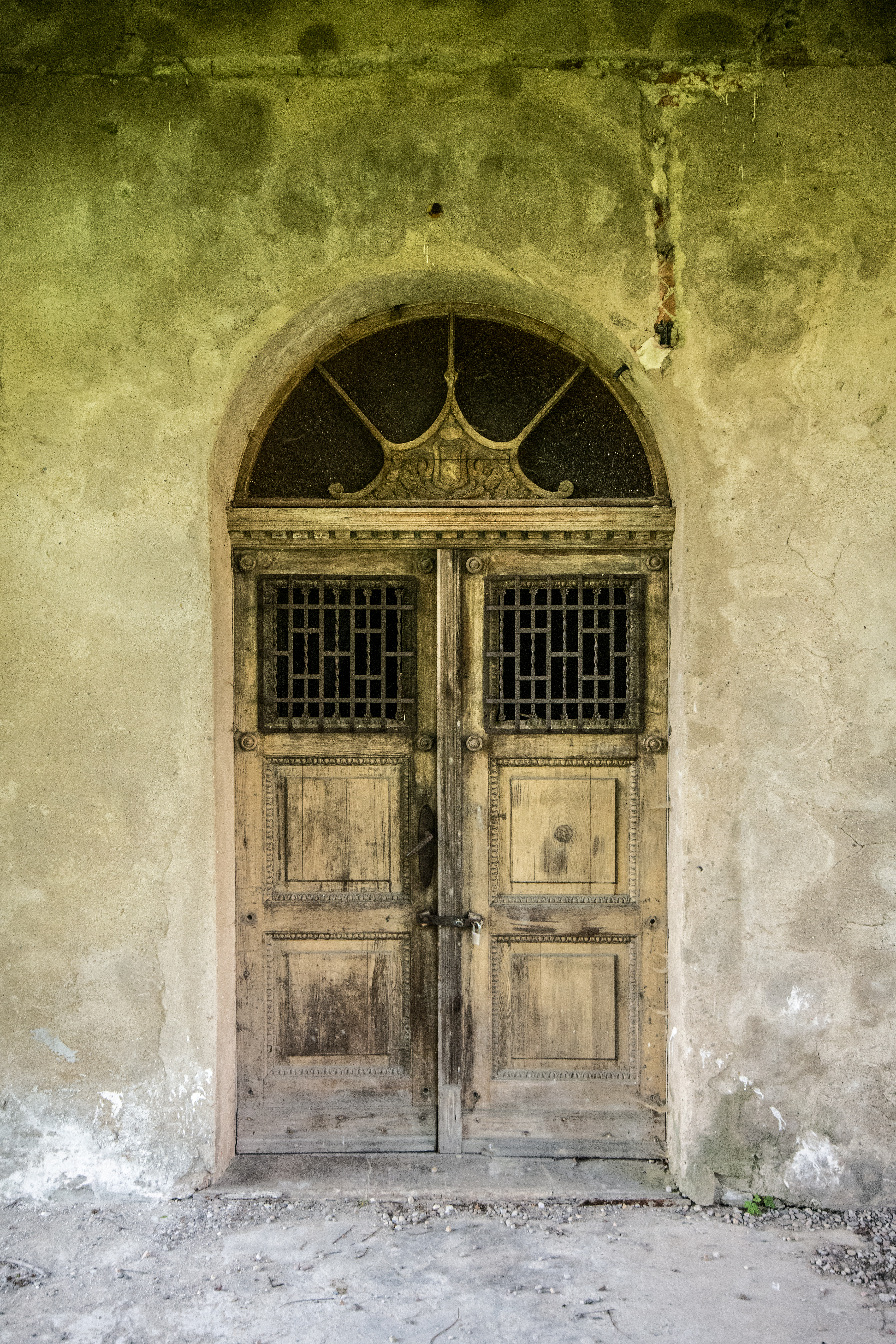
Dzwi z herbem Neuhaus
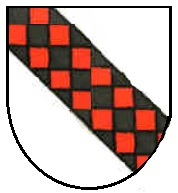
Herb Neuhaus (Nayhauß(inne języki))